# Xã Medicine Lodge, Quận Barber, Kansas
Xã Medicine Lodge (tiếng Anh: Medicine Lodge Township) là một xã thuộc quận Barber, tiểu bang Kansas, Hoa Kỳ. Năm 2010, dân số của xã này là 2.334 người.